# 艾諾
深圳艾諾電子是一間位於中國廣東省深圳市的電子公司，其主要產品為平板電腦以及MP4播放器。

## 產品
- NOVO5
- NOVO7
- NOVO8
- NOVO9
- NOVO10
- NOVO11